# Gurdwara Darbar Sahib, Tarn Taran
Le Gurdwara Darbar Sahib Sri Guru Arjan Dev  se situe à Tarn Taran une ville au Pendjab, en Inde. Ce temple du sikhisme est un haut lieu de la foi et de nombreux pèlerins s'y pressent. Il faut dire qu'il abrite un sarovar remarquable. En effet, la piscine sacrée mitoyenne au temple est une des plus grandes existantes. En fait, la ville de Tarn Taran a été fondée par Guru Arjan, le cinquième gourou du sikhisme en 1596. Si le temple est fait de marbre et est dans son intérieur recouvert de feuille d'or, les escaliers qui relient le gurdwara au sarovar sont aussi en marbre. La piscine sacrée a un côté minimum de 230 mètres et maximum de 289 mètres. Le soir une cérémonie a lieu avec le Livre saint le Guru Granth Sahib autour du sarovar. Les sikhs pensent que l'eau de cette piscine a des vertus médicinales et qu'elle soigne la lèpre notamment.